# Université euro-méditerranéenne de Fès
L’Université Euro-Méditerranéenne de Fès (UEMF) est une université située à Fès, au Maroc. Créée en 2014 sous l’impulsion de l’Union pour la Méditerranée, elle a pour objectif de renforcer la coopération dans les domaines de l’enseignement supérieur, de la recherche et de l’innovation entre les pays des rives nord et sud de la Méditerranée.
L’université propose des formations dans plusieurs disciplines, notamment en sciences de l’ingénieur, architecture, sciences humaines et sociales, droit, économie, relations internationales et technologies. Elle accueille des étudiants de diverses nationalités, principalement issus des pays euro-méditerranéens et d’Afrique.
L’UEMF développe des activités de recherche au sein de ses instituts et laboratoires, en collaboration avec des établissements universitaires et des centres de recherche nationaux et internationaux. Elle s’inscrit dans une logique de coopération régionale, d’échange académique et de mobilité étudiante.

## Historique et vocation
Placée sous la Haute Présidence d’Honneur de son initiateur sa Majesté le roi Mohammed VI, l’Université Euromed de Fès (UEMF) est une institution d’utilité publique et à but non lucratif labélisée par l’Union pour la Méditerranée (UpM) avec l’appui de ses 43 Etats membres. Ses diplômes sont reconnus par l’État marocain et plusieurs de ses formations sont en double diplomation avec les meilleures universités de l’espace Euro-méditerranéen,.
Le projet de création de l'UEMF émane de l'Initiative Royale avec la volonté de créer à Fès un cadre d'enseignement supérieur et de recherche basé sur le dialogue interculturel, l'échange et la coopération entre les deux rives de la Méditerranée, avec un prolongement naturel vers l’Afrique Subsaharienne, tout en offrant des formations d’excellence et en conduisant des recherches scientifiques de très haut niveau en lien étroit avec le monde socio-économique.
L’UEMF contribue au développement et au renforcement de l'intégration régionale dans l’espace Europe-Méditerranée-Afrique à travers le prisme académique, scientifique et culturel et la mobilité et l’échange des étudiants et des enseignants-chercheurs. Elle implique à toutes les échelles de son organisation académique et administrative des ressources humaines et des compétences de l'espace Euro-Méditerranée-Afrique.
Actuellement, les étudiants et enseignants-chercheurs de l'UEMF représentent 32 nationalités avec des ressources humaines composées à 51% de femmes.
En plus de son rôle académique et socio-économique, l’Université a une responsabilité sociale favorisant l’accès à ses programmes de formation à un plus grand nombre d’étudiants à travers plusieurs types de bourses dédiées notamment aux étudiants brillants issus de milieux aux revenus modestes et aussi aux étudiants issus de l’Afrique Sub-Saharienne,,.
L’UEMF a enfin un Éco-Campus conçu aux meilleures standards internationaux avec une infrastructure d’enseignement et de recherche de premier plan à l’échelle méditerranéenne et Africaine.

## Vision et missions

### Vision
L’UEMF s’érige en plateforme euro-méditerranéenne de dialogue interculturel, d’échange et de coopération entre les deux rives de la Méditerranée avec un prolongement naturel vers l’Afrique Subsaharienne. Elle contribue sous l’angle académique et culturel au développement et au renforcement de l'intégration régionale dans l’espace Europe-Méditerranée-Afrique.
L’UEMF se veut être une université de recherche qui donne une grande importance aux trois cycles de la formation universitaire. Ses programmes de formation sont conçus de sorte à donner aux lauréats un fort potentiel d’employabilité et/ou d’entreprenariat pour créer des startups, des spinouts et spinoffs. Elle conduit également des recherches de haut niveau répondant aux besoins de la société. Enfin l’UEMF se veut l’un des moteurs importants de développement de la région Fès-Meknès.
L’UEMF s’érige progressivement comme l’un des leaders de la transformation numérique est aussi un haut lieu d’innovation et d’entreprenariat.

### Missions
- Intégration Régionale : Contribuer au développement et au renforcement de l'intégration régionale en faisant la promotion du dialogue interculturel, d'échange et de partenariats académiques et culturels dans l'espace Euro-Méditerranée-Afrique[12].
- Recherche ciblée : Mener des travaux de recherche de haut niveau répondant aux défis socio-économiques et à l’évolution de la technologie et des besoins de la société[13].
- Recherche ciblée :  Innovation et transfert : Œuvrer à la mise en place d’un environnement propice pour l’Innovation, la création et le transfert des savoirs et des technologies.
- Implication locale : Être l'un des moteurs de développement économique, culturel et social de la Région Fès-Meknès et par ricochet du Maroc[12].
- Insertion professionnelle : Accompagner les lauréats de l’UEMF pour leur insertion professionnelle et pour la création de leurs propres affaires[14],[15]

## Campus
Engagée dans une politique volontariste de développement durable, l’UEMF dispose d’un éco-campus pionnier au niveau euro-méditerranéen labélisé par la COP 22.
Une place importante est accordée au bien-être et au confort intérieur, aux espaces verts, aux œuvres artistiques, à l’économie de l’eau et de l’énergie, à la récupération des eaux pluviales, aux énergies renouvelables, à l’utilisation des matériaux les moins énergivores, à la gestion des déchets, à la voirie et au stationnement ainsi qu’à la maintenance.
L’Eco-campus de l’UEMF occupe une superficie de 40 hectares et s’étendra sur environ sur 100 hectares pour comprendre une zone pour le transfert de technologie, la création de start-up et de spin out, et une usine 4.0 avec une agglomération d’entreprises innovantes,,,.

## Offre de formations et composantes
L’offre de formation est structurée en 3 pôles distincts :

### Pôle Ingénierie et Architecture
Le pôle Ingénierie et Architecture de l’UEMF regroupe 3 grandes Écoles d’Ingénieurs, une Grande Ecole d’Architecture et une faculté de génie.
Les Écoles d’Ingénieurs (INSA EM, EEIDIA et EEMGC) préparent les élèves-ingénieurs à exercer leur métier dans des domaines diversifiés de génie : électricité, mécanique, énergétique, civil, informatique, intelligence artificielle, robotique, télécommunications, …
La formation d’ingénieur bénéficie de ressources humaines de haute qualité et de plateformes technologiques de pointe (travaux pratiques, projets, recherche)
Le pôle connait une grande dynamique de recherche, avec plusieurs projets menés en partenariat avec le monde industriel et produit un nombre important de travaux de recherche dans des revues internationales indexées et de prestige,.

### Pôle des Sciences Humaines et Sociales
L’UEMF donne une importance particulière à l’enseignement des sciences humaines et sociales. Pour appréhender le monde moderne, qui est de plus en plus complexe et en perpétuel globalisation et mutation, il faut se doter d’un esprit rationnel et critique et d’une capacité d’analyse multidimensionnelle qui se ne nourrit et se forge notamment par la philosophie et les sciences humaines et sociales. Les grands projets d’aménagement du territoire et de modernisation de la cité, l’introduction de nouvelles technologies ou le changement des processus et des procédés de production comportent bien souvent des dimensions humaines et sociales dont la prise en compte conditionne la réussite des objectifs visés.

### Pôle Biomédical et Biotechnologie
Le Pôle prépare aux diplômes d'Ingénieur, de Master et de Doctorat en biomédical et biotechnologie. Les domaines d’action de ces spécialistes englobent l’agroalimentaire, la production de médicaments, l’ingénierie des protéines, et les pathobiologies en travaillant sur plusieurs aspects (cellulaire, moléculaire, génétique, immunologique, physiologique et pharmacologique).
La formation et les recherches de ce pôle concernent aussi la fabrication des implants et des dispositifs médicaux notamment par impression 3D et leur fonctionnement.

## Recherche-innovation
La recherche-innovation au service de la société est l’un des piliers majeurs de l’Université. La grande majorité des professeurs de l’UEMF sont des enseignants-chercheurs et leur évolution en carrière est basée en grande partie sur leur production scientifique.
L’UEMF possède une infrastructure de recherche de haut niveau et certaines installations sont uniques au Maroc comme la plateforme de la fabrication additive (impression 3D), la plateforme numérique, etc.
L’UEMF est actuellement une université marocaine disposant de contrats de grande importance par rapport à la recherche avec le monde socioéconomique incluant les secteurs de l’aéronautique, de l’automobile, des énergies renouvelables, de l’agro-industrie, du numérique, du biomédical, de l’aménagement du territoire, du patrimoine culturel et des enjeux de l’espace Euro-Méditerranée-Afrique.
La recherche au sein de l’UEMF est menée par des enseignants-chercheurs hautement qualifiés et reconnus par leur production scientifique, et par des doctorants et post-doctorants de différentes nationalités.

### Structures d’innovation
Les structures d’innovation sont des lieux de fertilisation croisée réunissant les chercheurs de l’UEMF et les entreprises dans une logique collaborative. Elles ont pour missions d’impulser les actions de : Formation, Recherche-Développement, Transfert, et de Création de startups et d’entreprises innovantes au service du développement économique, de l’insertion et de la création de richesse.

#### Agro Energy TIC Valley
C’est une Plateforme mixte d’essais, de recherche et de formation dans les domaines de la bioénergie et le stockage de l’énergie, créée conjointement par l’Université EuroMed de Fès et l’Institut de Recherche en Énergie Solaire et Énergies Nouvelles (IRESEN).

#### Fès Smart Factory
Ce projet est développé dans le cadre du Programme « Fonds de Zones Industrielles Durables (FONZID) » du Millenium Challenge Account –Morocco. Il vise la mise en place d'un espace de développement d'activités industrielles avec une productivité nettement améliorée grâce à la mise en œuvre des concepts de l’industrie 4.0. Il est en cours de mise en place dans le cadre d’un partenariat entre l’UEMF, CGEM Fès/ Taza, le conseil régional Fès Meknès et la société Alten delivery center Maroc.

#### Agritech
Ce pôle régional d’innovation, dont l’étude de faisabilité financée par l’Agence Française de Développement est en cours, et auquel est associée la Région et la Wilaya de Fès-Meknès, visera à contribuer à l’émergence du potentiel, insuffisamment exploité, de la région Fès-Meknès dans ses activités traditionnelles (notamment l’agroalimentaire) et le développement de relais de croissance territoriaux créateur de richesse et d’emplois.

#### Incubateur UEMF
L’Incubateur de startups de l’UEMF vise à accompagner la communauté académique et d’autres porteurs de projets innovants potentiel, qu’ils soient de l’UEMF ou d’ailleurs, à transformer leurs projets en innovations réussies sur le marché.

#### CVTIP (Centre de Valorisation, de Transfert et d’Insertion Professionnelle)
Le CVTIP est dédié à l’accompagnement des étudiants et des professeurs chercheurs dans la protection de la propriété intellectuelle et la valorisation de leurs travaux de recherche et inventions.

## Centre d'Etudes Doctorales de l'UEMF
Le cycle de doctorat est une formation centrée sur la recherche, sanctionnée par l’obtention du diplôme de doctorat, après la soutenance (défense) des travaux de recherche menés par le candidat devant un jury. Le diplôme de doctorat sanctionne un cursus de formation doctorale comportant des formations et des travaux de recherche permettant au doctorant d’acquérir des connaissances, des aptitudes et des compétences pour entreprendre et mener à terme une recherche scientifique de haut niveau.
Le Centre des études doctorales (CEDoc) de l’UEMF est avant tout une entité scientifique qui anime la vie scientifique du cycle doctoral à travers des conférences, des workshops, des débats, des cours et des ateliers de formations spécifiques comme le cours de santé-sécurité, la formation sur la recherche bibliométrique, la rédaction scientifique, la formation à la communication orale des résultats de la recherche et des formations sur les technologies numériques et sur l’histoire des sciences. Le CEDoc édicte aussi les règles des différents examens et la charte de la rédaction de la thèse et de sa soutenance (défense) devant un jury.
Il comporte deux unités : l’Unité « Ingénierie » et de l’Unité « Sciences Humaines et Sociales ». Chacune d’elles développe et assure l’organisation d’une formation doctorale accréditées par l’autorité chargée de l’enseignement supérieur après avis favorable de la Commission Nationale de Coordination de l’Enseignement Supérieur. Il est doté d’un directeur et d’un Conseil du CEDoc.
Les doctorants de l’UEMF sont sélectionnés sur appel à candidatures pour des sujets de thèses proposés dans le cadre de projets de recherche financés. Dans ce cadre, les doctorants bénéficient d’une bourse de subsistance de 5000 à 8 000 DH / mois durant trois ans.
Pour que l’inscription en thèse soit définitive, le candidat doit passer trois examens :
1. Exposé oral probatoire, après trois mois de son admission au CEDoc
2. Examen pré-doctoral, après six mois de son admission au CEDoc
3. Examen sur un séminaire, après une année de son admission au CEDoc

L’étudiant ne pourra pas continuer son travail de recherche en cas d’échec à l’un de ces examens

## Plateformes technologiques
L’UEMF dispose de plusieurs plateformes technologiques de haut niveau dans différents domaines : Fabrication Additive (3D) et Prototypage, Génie des Procédés et Génie Civil, Matériaux-Synthèse et Caractérisation, Biotechnologie et Génie Biomédical, Énergies Renouvelables-Stockage et Efficacité Energétique, Ingénierie Digitale et Intelligence Artificielle.
Ces plateformes sont mutualisées et servent à la formation par et pour la recherche et aussi à conduire une recherche partenariale et finalisée. Elles sont également l’outil permettant aux enseignants-chercheurs et aux étudiants d’imaginer, de concevoir et de développer de nouveaux dispositifs, procédés et produits avec comme objectif un transfert technologique vers le secteur privé national ou la création de nouvelles startups et spinouts. Elles sont aussi mises à disposition des universités partenaires, notamment celles de la Région Fès-Meknès et nationale, et aussi des entreprises pour les accompagner dans leurs stratégies d’innovation et de renforcement de leur compétitivité face à un environnement international très concurrentiel.
- Plateforme Fabrication Additive (3D) et Prototypage
- Plateforme Génie des Procédés et Génie Civil
- Plateforme Matériaux, Synthèse et Caractérisation
- Plateforme de Biotechnologie et de Génie Biomédical
- Plateforme Énergies Renouvelables, Stockage et Efficacité Energétique
- Plateforme d’Ingénierie Digitale et d’Intelligence Artificielle

## Partenariat socioéconomique
L’UEMF est un acteur du développement de la région Fès-Meknès et du Maroc. Plusieurs projets sont en cours : incubateur régional, schéma directeur numérique, formation et insertion des jeunes diplômés…
Plusieurs conventions avec des entreprises nationales et internationales permettent aux étudiants de développer l’esprit d'entrepreneuriat et de bénéficier de l’intervention de professionnels dans la formation et l’encadrement de visites, stages, projets de fin d’études, ….  
Pour valoriser les compétences de leur personnel, les partenaires socioéconomiques bénéficient des programmes de formation continue de l’UEMF et de la valorisation des produits de la recherche.